# Ryan Donowho
Ryan Wayne Donowho (20 september 1980) is een Amerikaans acteur en muzikant.

## Biografie
Donowho werd geboren in Houston. Later verhuisde hij naar New York. Hier werd hij een straatmuzikant in Brooklyn. Ook trad hij op in clubs. Hij werd in New York op straat ontdekt.
Donowho speelde in 2001 in zijn eerste film; The Car Thief and the Hit Man. Hierna speelde hij in een lijst indiefilms, voordat hij in 2004 doorbrak in de film Imaginary Heroes met Emile Hirsch. Donowho was eerder met Hirsch in The Mudge Boy te zien.
Zijn filmcarrière kwam door Imaginary Heroes in 2004 tot een hoogtepunt. Hij brak wel in 2005 door op de televisie. Hij speelde gedurende elf afleveringen de rol van Johnny Harper in de televisieserie The O.C..
In 2005 had Donowho nog een kleine rol in de succesvolle film Broken Flowers.
- Bibliothèque nationale de France: cb16564807p (data)
- International Standard Name Identifier: 0000 0000 4676 3354
- Library of Congress Control Number: no2006062164
- Virtual International Authority File: 51443538
- WorldCat: E39PBJxGYYjqV8wGVyFg7Brcyd